# Brianstorm
«Brianstorm» (часто по ошибке называемая «Brainstorm») — песня британской инди-рок группы Arctic Monkeys, а также открывающий трек их второго студийного альбома Favourite Worst Nightmare. Была выпущена как сингл c нового альбома, дебютировав в британском чарте на 21-й позиции благодаря лишь цифровым загрузкам. На физических носителях сингл был выпущен 17 апреля, за неделю до выпуска альбома, и достиг второй строчки того же чарта.
В списке топ-100 хитов 2007 года от «MTV Азия» песня заняла 62-е                                                                                                                                                                                                                                   место. Британский журнал New Musical Express включил данную композицию в свой список «500 величайших песен всех времён», разместив её в нём на 373-й позиции.

## Список композиций
Вся музыка написана Arctic Monkeys.
| №  | Название                                                                     | Текст песни                 | Длительность |
| -- | ---------------------------------------------------------------------------- | --------------------------- | ------------ |
| 1. | «If You Found This It's Probably Too Late»                                   | Алекс Тёрнер                | 1:32         |
| 2. | «Brianstorm»                                                                 | Алекс Тёрнер                | 2:50         |
| 3. | «Temptation Greets You Like Your Naughty Friend» (совместно с Dizzee Rascal) | Алекс Тёрнер, Dizzee Rascal | 3:27         |
| 4. | «What If You Were Right the First Time?»                                     | Алекс Тёрнер                | 3:02         |

| №  | Название                                                                     | Текст песни                 | Длительность |
| -- | ---------------------------------------------------------------------------- | --------------------------- | ------------ |
| 1. | «Brianstorm»                                                                 | Алекс Тёрнер                | 2:50         |
| 2. | «Temptation Greets You Like Your Naughty Friend» (совместно с Dizzee Rascal) | Алекс Тёрнер, Dizzee Rascal | 3:27         |

## Чарты
| Charts (2007)                              | Peak position |
| ------------------------------------------ | ------------- |
| Türkçe Top 20                              | 20            |
| UK Singles Chart                           | 2             |
| UK Indie Chart                             | 1             |
| ARIA Charts                                | 67            |
| Canadian Singles Chart                     | 1             |
| Tracklisten                                | 4             |
| SNLP                                       | 44            |
| Dutch Top 40                               | 36            |
| Polish Music Charts                        | 37            |
| Swiss Music Charts                         | 73            |
| PROMUSICAE                                 | 10            |
| Irish Singles Chart                        | 7             |
| Bubbling Under Hot 100 Singles (Billboard) | 14            |